# ادیسون چن
ادیسون چن (انگلیسی: Edison Chen؛ زاده ۷ اکتبر ۱۹۸۰) هنرپیشه و خواننده اهل جمهوری خلق چین است.
از فیلم‌هایی که وی در آن نقش داشته‌است می‌توان مرده یا زنده ۲: پرندگان، امور دوزخی، کینه ۲، جکی و خون‌آشامان، مدالیون، جکی و خون‌آشامان ۲، پلیس‌های جن-وای، سگ سگ را گاز می‌گیرد، شوالیه تاریکی، تک‌تیرانداز و ..... نام برد.